# 오가타정 (고치현)
오가타정(일본어: 大方町)은 일본 고치현 서부에 있던 정이다.
2006년 3월 20일에 인접한 사가정과 대등합병해 구로시오정이 되어 소멸하였다.

## 역사
- 1943년 4월 29일 - 다노구치촌, 이리노촌, 나나사토촌이 합병해 오가타촌이 성립하였다.
- 1943년 11월 3일 - 정으로 승격해 오가타정이 되었다.
- 1956년 9월 1일 - 시라타가와촌과 합병해 새로운 오가타정 (제2차)이 성립하였다.
- 2006년 3월 20일 - 사가정과 합병해 구로시오정이 성립하였다. 동일 오가타정은 폐지되었다.

## 참고 문헌
- 角川日本地名大辞典編纂委員会,『角川日本地名大辞典 39 高知県』1983, 角川書店